# Tomas Dovydaitis
Tomas Dovydaitis (* 9. Juli 1983) ist ein litauischer Badmintonspieler. 

## Karriere
Tomas Dovydaitis gewann trotz seiner Hörbehinderung in Litauen mehrere nationale Juniorentitel. Große Erfolge feierte er bei den Deaflympics und der Badminton-Weltmeisterschaft der Gehörlosen, wo er sich mehrfach Edelmetall erkämpfen konnte, unter anderem zusammen mit seiner ebenfalls hörbehinderten Schwester Kristina Dovidaitytė (* 1985). Die Geschwister lernten an der Litorinos-Schule in der litauischen Hafenstadt Klaipėda.

## Sportliche Erfolge
| Saison | Veranstaltung                        | Disziplin    | Platz | Name |
| ------ | ------------------------------------ | ------------ | ----- | --- |
| 2002   | Litauen: Juniorenmeisterschaften     | Mixed        | 1     | Tomas Dovydaitis / Kristina Dovidaitytė                                                                                      |
| 2002   | Litauen: Juniorenmeisterschaften     | Herrendoppel | 1     | Ramūnas Bilius / Tomas Dovydaitis                                                                                            |
| 2003   | Weltmeisterschaft der Hörbehinderten | Mixed        | 1     | Tomas Dovydaitis / Kristina Dovidaitytė                                                                                      |
| 2005   | Deaflympics                          | Mixed        | 2     | Tomas Dovydaitis / Kristina Dovidaitytė                                                                                      |
| 2007   | Weltmeisterschaft der Hörbehinderten | Mixed        | 2     | Tomas Dovydaitis / Kristina Dovidaitytė                                                                                      |
| 2007   | Weltmeisterschaft der Hörbehinderten | Mannschaft   | 3     | Litauen (Tomas Dovydaitis, Kristina Dovidaitytė, Emilija Mateikaitė, Viktorija Novik, Kazimieras Dauskurtas)                 |
| 2009   | Deaflympics                          | Mannschaft   | 3     | Litauen (Tomas Dovydaitis, Ignas Reznikas, Kristina Dovidaitytė, Kazimieras Dauskurtas, Emilija Mateikaitė, Viktorija Novik) |